# دانکن کوپر (بازیکن فوتبال)
دانکن کوپر (انگلیسی: Duncan Cooper؛ ۱۸۸۰ – ?) بازیکن فوتبال بود.
از باشگاه‌هایی که در آن بازی کرده‌است می‌توان به باشگاه فوتبال ویتون آلبیون و باشگاه فوتبال پورت ویل اشاره کرد.